# Baldriangewächse
Die Baldriangewächse (Valerianoideae) besitzen den Rang einer Unterfamilie in der Familie Geißblattgewächse (Caprifoliaceae), früher einer eigenen Familie Valerianaceae innerhalb der Pflanzenordnung der Kardenartigen (Dipsacales).

## Beschreibung

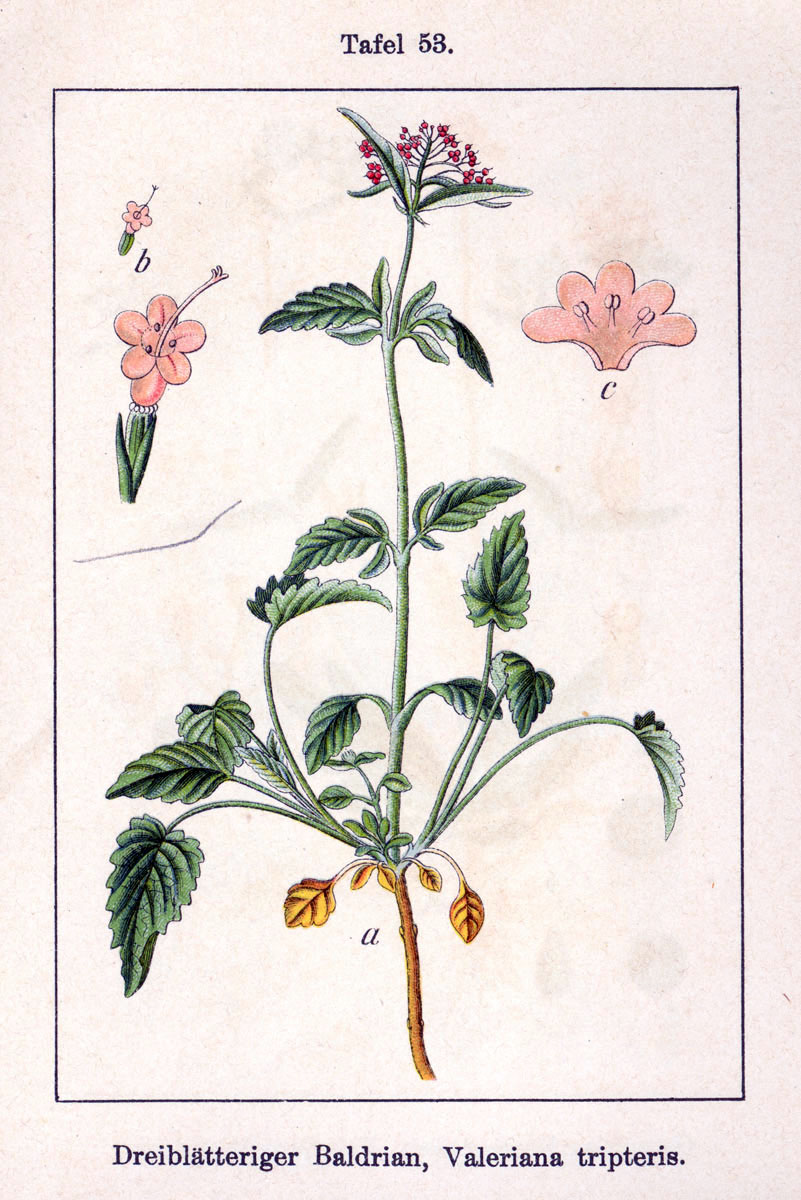
Illustration des Dreiblättrigen Baldrian (Valeriana tripteris) aus Sturm

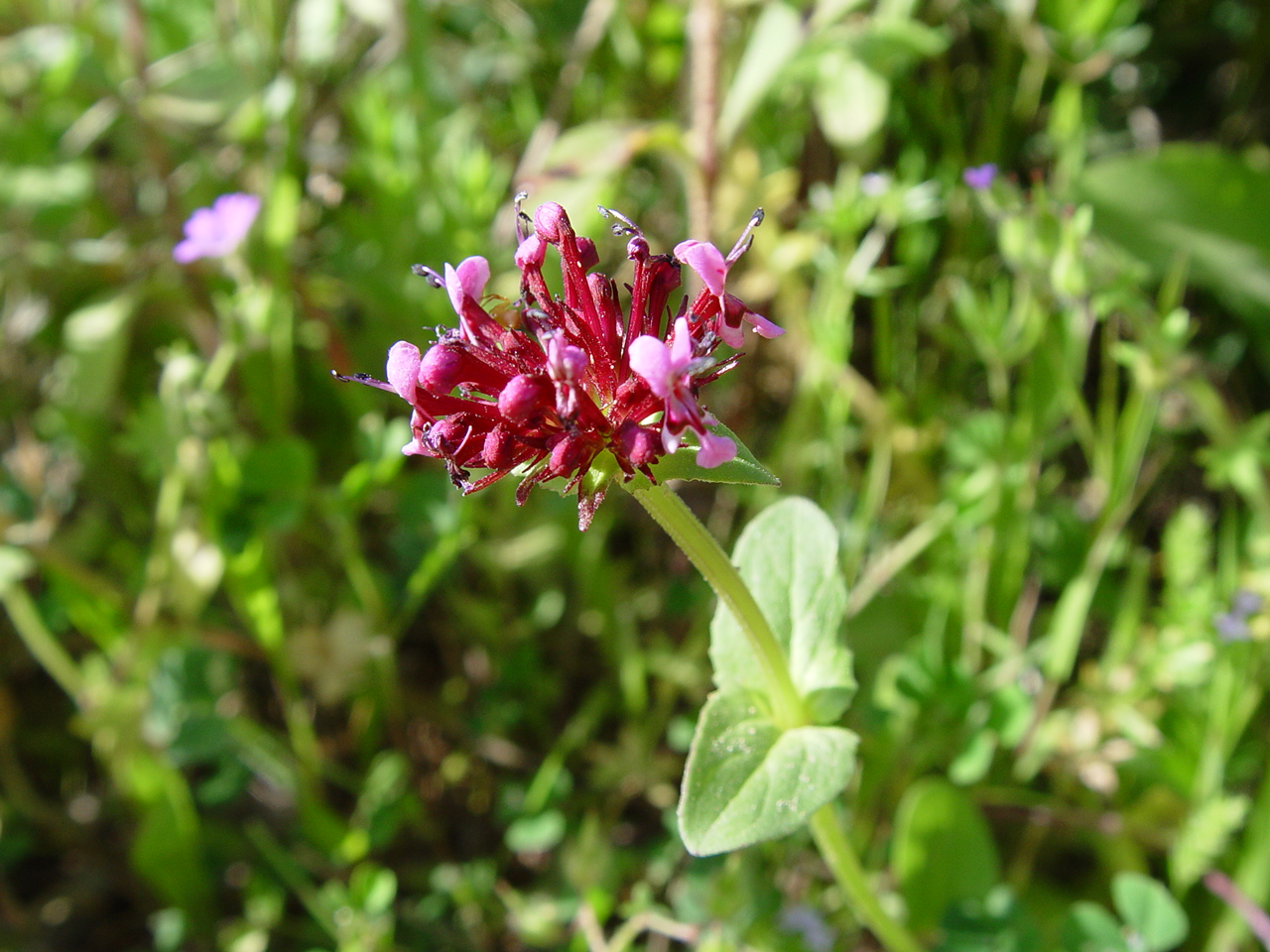
Blütenstand und gegenständige Laubblätter der Füllhorn-Fedie (Fedia cornucopiae)

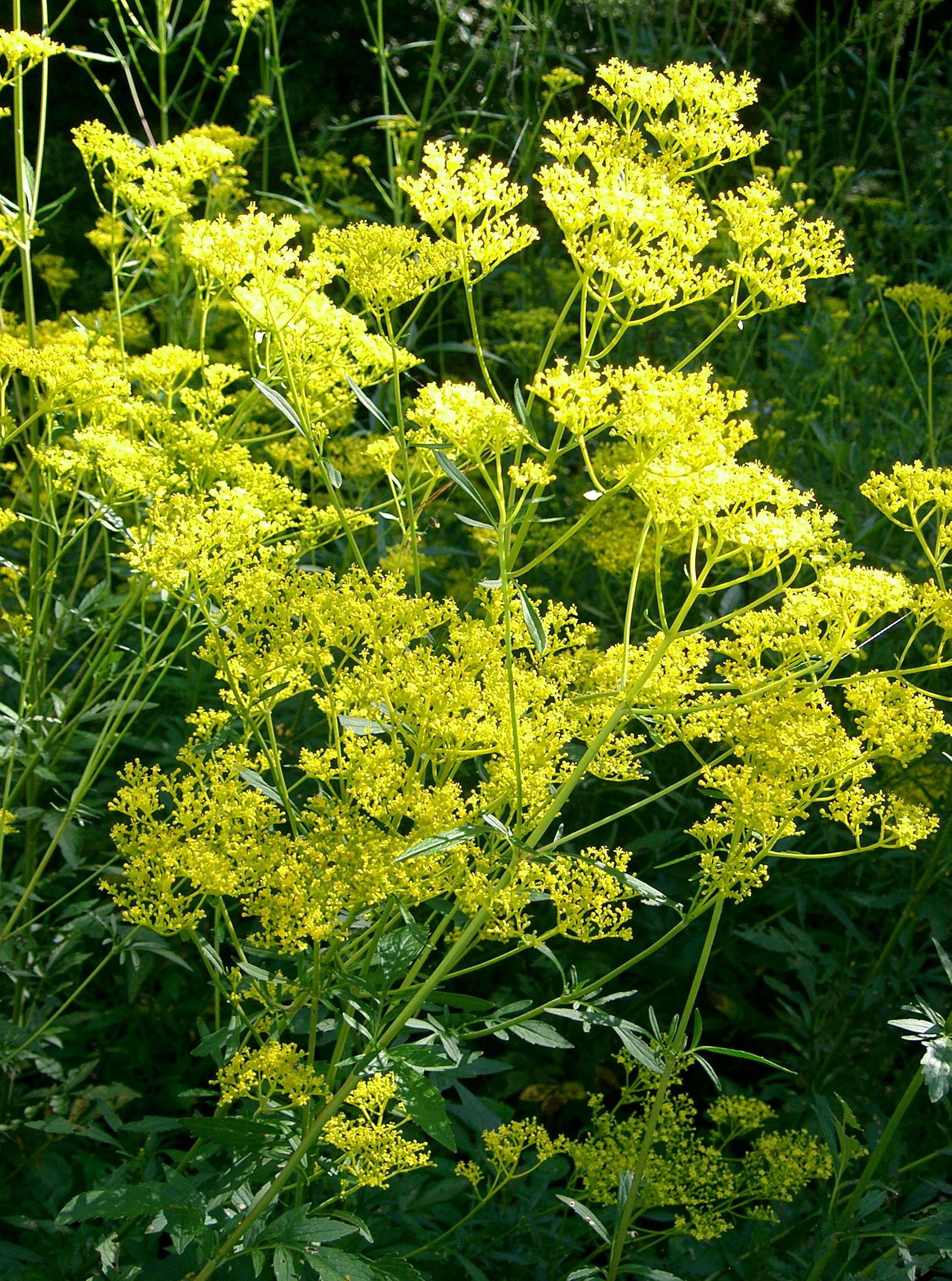
Skabiosenblättriger Goldbaldrian (Patrinia scabiosifolia)

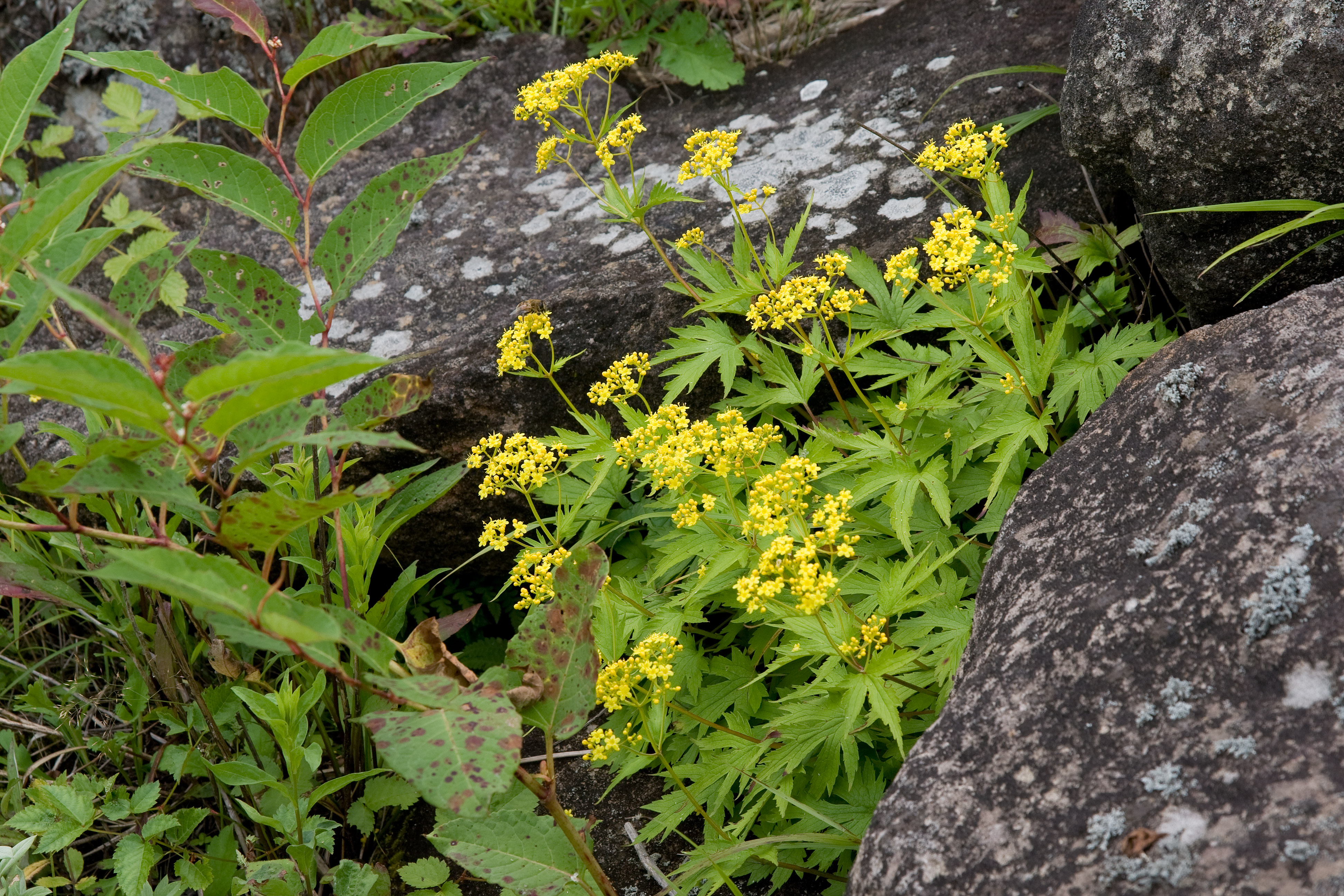
Patrinia triloba

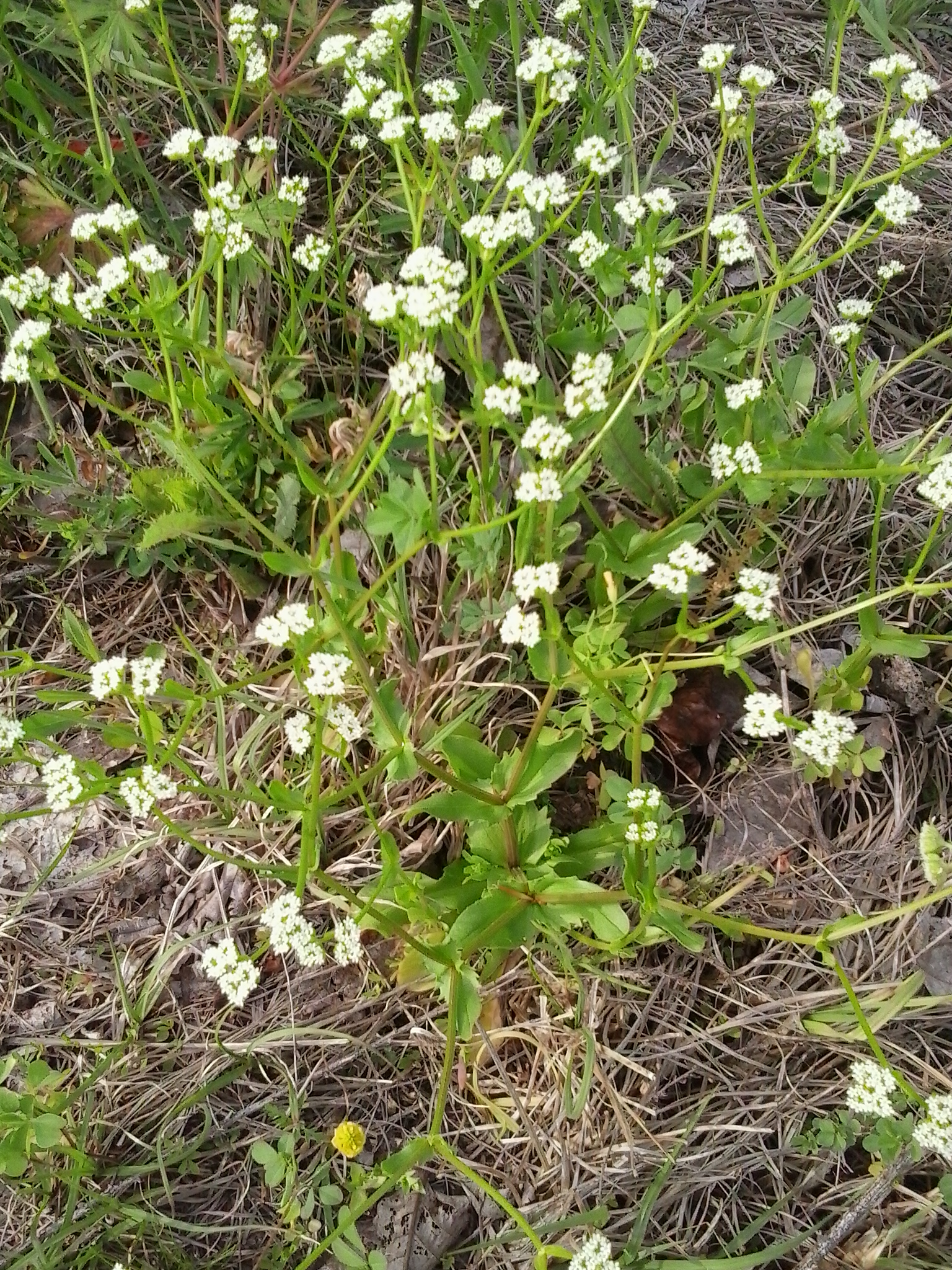
Valerianella radiata

### Erscheinungsbild und Laubblätter
Es handelt sich überwiegend um ausdauernde oder zweijährige, selten einjährige krautige Pflanzen, seltener um Sträucher, wobei die abweichenden Wachstumsformen vor allem in den Anden vorkommen. Als Überdauerungsorgane werden Pfahlwurzeln oder Rhizome gebildet. Auf den Pflanzenteilen können weiße, mehrzellige Haare (Trichome) vorhanden sein.
Die Laubblätter sind grundständig und/oder gegenständig an der Sprossachse verteilt angeordnet. Die Blattspreiten sind einfach oder fiederteilig mit glatten oder unterschiedlich gezähnten Blatträndern.

### Generative Merkmale
In einfachen oder zusammengesetzten, zymösen Blütenständen stehen über Trag- und Deckblättern die Blüten.
Die meist zwittrigen oder selten eingeschlechtigen Blüten sind radiärsymmetrisch bis leicht asymmetrisch mit doppelter Blütenhülle. Der Kelch ist bei Nardostachys fünflappig, bei Patrinia undeutlich gezähnt und bei Valeriana  borstig, fiedrig, und pappusähnlich. Die meist weißlichen oder rötlichen Kronblätter sind röhrig verwachsen, manchmal zweilippig mit selten drei bis meist fünf Kronzipfel. Die Blüten der als ursprünglich angesehenen Gattungen besitzen noch vier Staubblätter; bei den anderen Gattungen erfolgt eine Reduktion der Anzahl der Staubblätter bis hin zu einem einzigen. Die Staubfäden sind nahe der Basis der Kronröhre inseriert. Drei Fruchtblätter sind zu einem unterständigen Fruchtknoten verwachsen. Nur eines dieser Fruchtblätter ist fertil mit nur einer hängenden Samenanlage. Der Griffel endet in einer einfachen oder dreilappigen Narbe.
Der Blütenkelch vergrößert sich bei den meisten Arten und wächst während der Fruchtreifung zu Haaren, gefiederten Haaren, Haken, Flügeln etc. aus, die bei der Verbreitung der achänenähnlichen Schließfrüchte helfen. Bei den Spornblumen (Centranthus) bilden sich an ein und derselben Pflanze unterschiedliche Arten von Früchten. Der einzelne Same je Frucht besitzt einen großen geraden Embryo, aber kein Endosperm.

### Inhaltsstoffe
Die Pflanzenteile besitzen einen charakteristischen Geruch, der durch monoterpenoide und sesquiterpenoide Ätherische Öle verursacht wird.

## Systematik und Verbreitung
Die Familie Valerianaceae wurde von August Johann Georg Carl Batsch aufgestellt. Die Familie Baldriangewächse (Valerianaceae) wurde im Allgemeinen als Übergangsfamilie zwischen den Geißblattgewächsen (Caprifoliaceae) und den Kardengewächsen (Dipsacaceae) angesehen. Einige Autoren stellen sie in den Rang einer Unterfamilie Valerianoideae in der Familie der Geißblattgewächse (Caprifoliaceae). Hier folgen wir der Ansicht der Angiosperm Phylogeny Group, die diese Gattungen laut APG III 2009 und APG IV 2016 in die Familie der Geißblattgewächse (Caprifoliaceae) stellt. Im Rang einer Familie Valerianaceae Batsch, Unterfamilie Valerianoideae Raf. oder einer Tribus Valerianeae Dumort. enthält sie acht Gattungen mit etwa 350 Arten.

### Gattungen und ihre Verbreitung
Die überwiegende Anzahl der Arten der Baldriangewächse kommt in den gemäßigten Gebieten der Nordhalbkugel und in den Anden vor. Im tropischen Afrika, auf Madagaskar und in Südostasien und Australien fehlen sie völlig. Die beinahe weltweiten Areale, außer in Australien und Neuseeland, liegen meist in höheren Lagen und vielfach in montanen Regionen.
- Spornblumen (Centranthus DC.): Das Verbreitungsgebiet erstreckt sich mit neun Arten und sieben Unterarten von Makaronesien, dem Mittelmeerraum sowie über das südliche, europäische Russland bis in die Kaukasusregion.
- Afrikanischer Baldrian (Fedia Gaertn., Syn.: Mitrophora Neck. ex Raf.): Die etwa drei Arten sind im westlichen Mittelmeerraum verbreitet[3]; beispielsweise mit:
  - Füllhorn-Fedie (Fedia cornucopiae (L.) Gaertn.)
- Narden (Nardostachys DC.): Das Verbreitungsgebiet der ein oder zwei Arten liegt im Himalaya, wie:
  - Indische Narde (Nardostachys jatamansi (D.Don) DC., Syn.: Nardostachys chinensis Batalin, Nardostachys grandiflora DC.; darf nicht mit Valeriana jatamansi Jones ex Roxb. verwechselt werden): Sie ist in China, Bhutan, Nepal und Indien verbreitet.
- Goldbaldrian (Patrinia Juss., Syn.: Fedia Adans., Fuisa Raf.): Die etwa 14 Arten sind in Zentralasien und Ostasien verbreitet,[4] beispielsweise:
  - Skabiosenblättriger Goldbaldrian (Patrinia scabiosifolia Link): Er kommt im russischen Fernen Osten, insbesondere dem Gebiet des Flusses Amur, in der Mongolei, in Korea, Japan, dem zentralen und südöstlichen China, auf Taiwan und in Vietnam vor.
- Plectritis (Lindl.) DC. (Syn.: Aligera Suksd.): Die etwa fünf Arten sind vom westlichen Nordamerika bis zum westlichen Südamerika verbreitet.
- Pseudobetckea (Höck) Lincz.: Sie enthält nur eine Art:
  - Pseudobetckea caucasica (Boiss.) Lincz.: Sie ist im Kaukasusraum beheimatet.
- Baldriane (Valeriana L., Syn.: Aretiastrum (DC.) Spach, Astrephia Dufr., Belonanthus Graebn., Phuodendron (Graebn.) Dalla Torre & Harms, Phyllactis Pers., Stangea Graebn.): Die etwa 150 bis 250 Arten sind in den gemäßigten Zonen Europas, Asiens, Afrikas und der Neuen Welt und zum Teil auch in den Tropen Südamerikas verbreitet.
- Feldsalat (Valerianella Mill., Syn.: Siphonella (Torr. & A.Gray) Small): Die etwa 80 Arten sind ursprünglich in Eurasien, Nordafrika und Nordamerika verbreitet.